# Шелехов

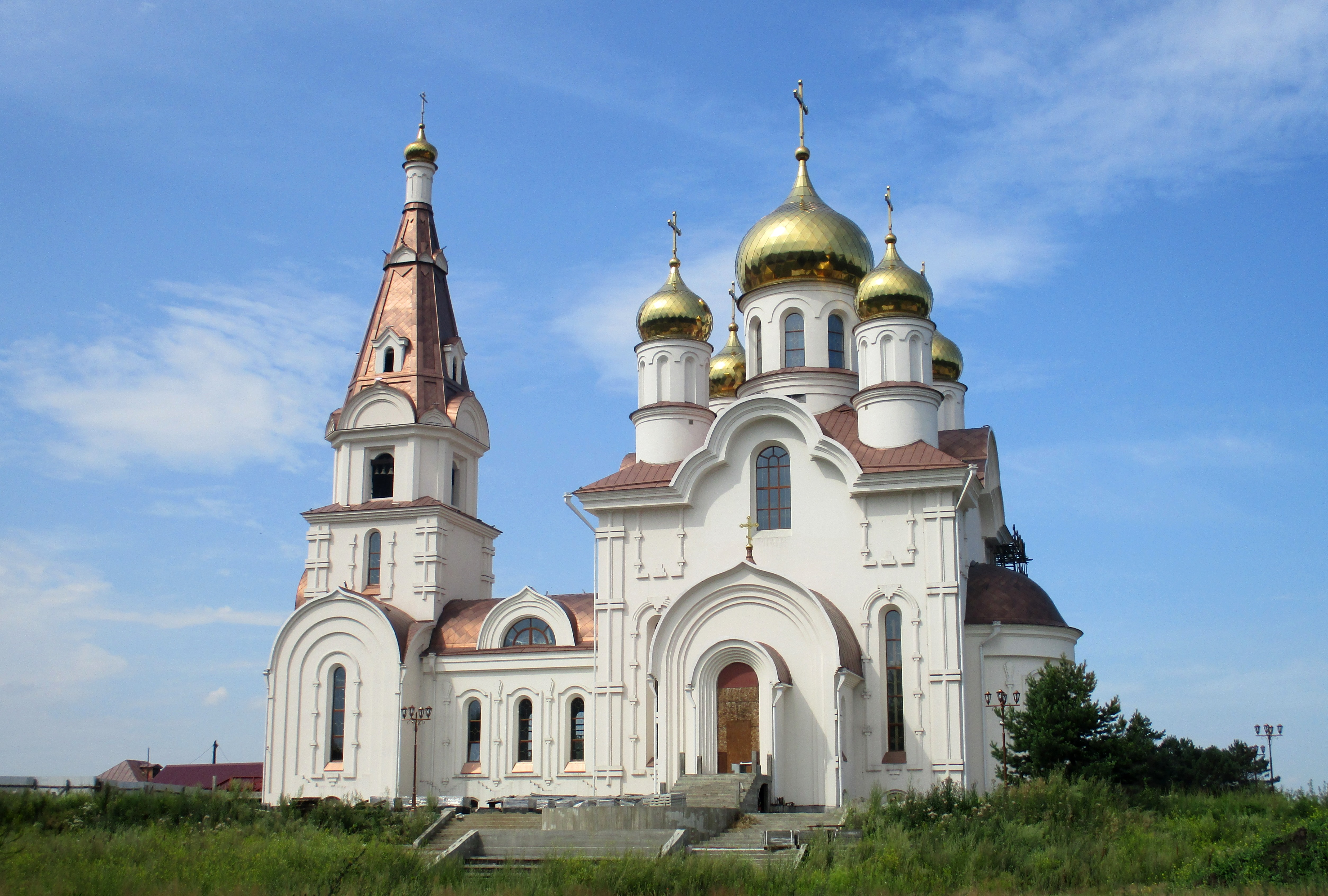
Храм святих апостолів Петра і Павла в Шелехові

Шелехов — місто в Росії, адміністративний центр Шелеховського району Іркутської області. Входить до складу Іркутської агломерації.
День міста офіційно — 12 липня, фактично відзначається в День металурга.

## Фізико-географічна характеристика

### Географія
Шелехов розташований на півдні Іркутської області, в долині річок Іркут та Олхі за 18 км (між центрами) або за 7 км (між межами) від Іркутська і за 75 км від озера Байкал. Територія міста близько 3100 га.

### Часовий пояс
Шелехов розташований в годинникової зоні, що позначається за міжнародним стандартом як Irkutsk Time Zone. Зсув відносно Всесвітнього координованого часу UTC становить +9:00.
Час відрізняється від поясного на дві години.

### Рельєф
Місто розташоване на Іркутсько-Черемховській рівнині, геологічна будова якої відноситься до Юрського періоду. Територія рельєфу складається з передгір'я Байкало-Патомского нагір'я. За 10 км на південь від Шелехова розташована лінія тектонічних зрушень. Сейсмічна небезпека тут близько 7-9 балів за шкалою Ріхтера.
Середня висота Шелехова над рівнем моря становить близько 460 метрів. Протяжність міста зі сходу на захід — 7 км (без урахування селища Чисті Ключі) та з півночі на південь — 5,8 км.

### Клімат
Клімат Шелехова мало чим відрізняється від іркутського. Спостереження місцевої метеостанції резюмують невелику відмінність температури в середньому на 3 градуса за Цельсієм. Так, взимку в Шелехові холодніше на 2-4 градуси, а влітку — навпаки тепліше, ніж в Іркутську. Це пов'язано з Ангарськими водами, які віддають своє тепло Іркутську взимку, а влітку трохи охолоджують.

### Рослинність

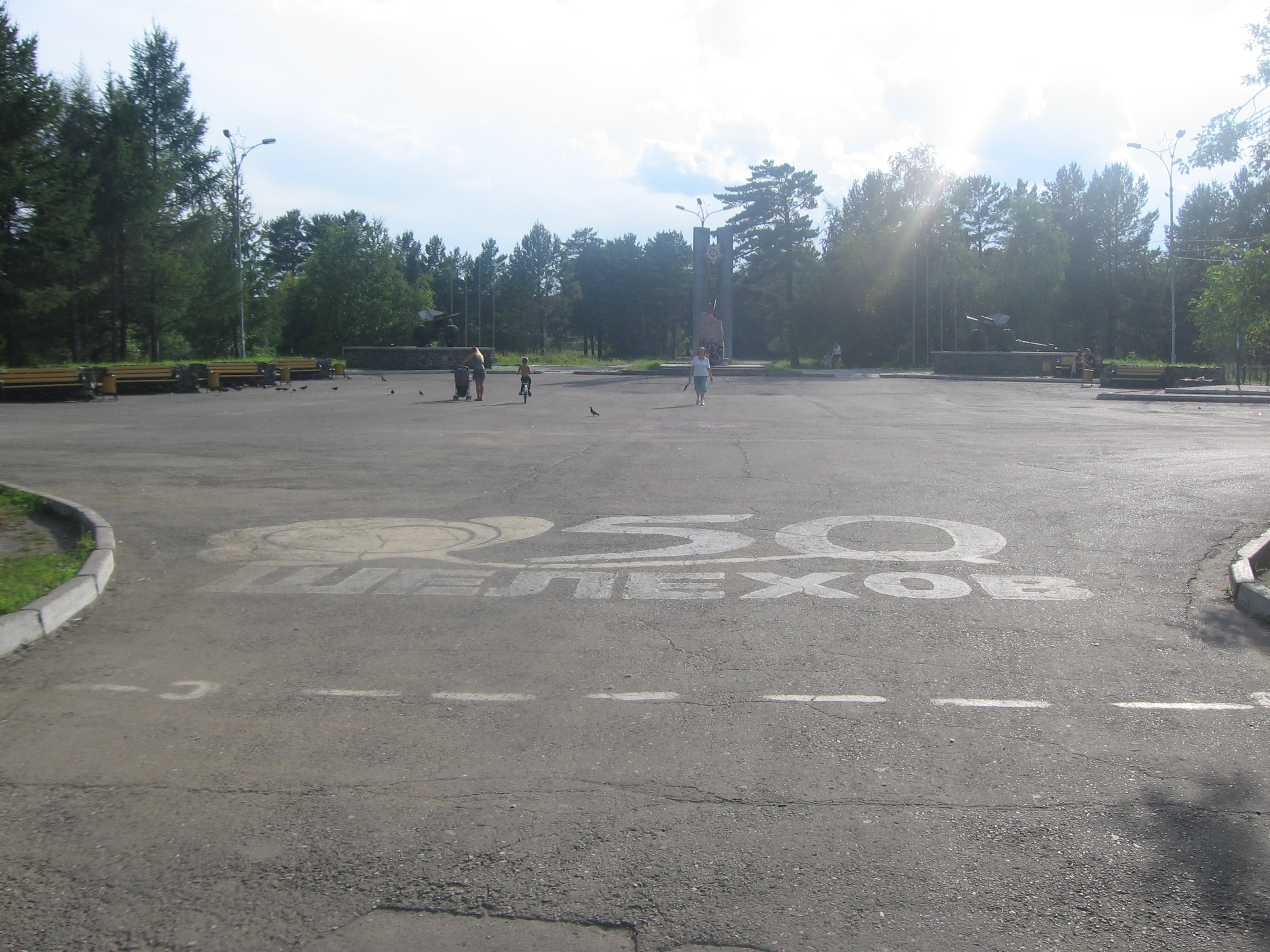
Міський парк

У місті є два великих озеленених бульвари, кілька алей і два парки: Центральний міський та Першого мікрорайону.
Флора представлена різними чагарниками, модриновими та хвойними деревами. Переважно, це береза та ялина. Також трапляються клен, бузок, яблуня, дика груша та черемха. На міських алеях та парках у весняно-літній період можна зустріти проліски та головний символ Шелеховського герба — жарку.

### Екологічний стан
Найголовніше джерело забруднення навколишнього середовища — Іркутський алюмінієвий завод (ІркАЗ), Який розташований в межах міста, всього в 1,2 км від найближчих житлових будинків. При південно-західних вітрах та повному штилі, практично над всією територією міста висить смог з диму, що випускається трубами ІркАЗа.
У місті працюють пункти спостереження за станом якості води та повітря. Є різні очисні споруди, в тому числі промислових та господарсько-побутових стічних вод.
У середньому на кожного жителя на рік припадає 3,5 тонни важких металів.

### Фауна
Тваринний світ в межах міста дуже мізерний. Переважно він представлений декількома видами птахів (стрижі, сизі голуби, горобці, блакитні сороки), земноводних (ящірки, польові миші) та інших. Рідше трапляються білки, бурундуки, дятли, куріпки, дикі качки, ондатри.

## Історія

### Етимологія
Місто Шелехов назване на честь «російського Колумба», мандрівника, землепроходця, мореплавця, купця та засновника Російсько-Американської компанії Григорія Івановича Шеліхова. При цьому назва міста пишеться через 'е', а прізвище частіше вживається через 'і' . Це пов'язано з тим, що немає єдиної думки про правильність написання прізвища. Сам же Григорій Іванович підписував документи в обох варіантах.

### 1953—1961
Датою заснування міста вважається травень 1953, коли будівельниками Іркутського алюмінієвого заводу були поставлені перші шість наметів. Однак, частіше цей рік вживається як перша згадка про населений пункт, оскільки тоді селище називався абревіатурою заводу — ІркАЗ. За даними «Гіпрогора», планувалося створити місто з чисельністю населення в 100 000 осіб. першими жителями робітничого селища були люди з сусідніх сіл.
На згадку про будівників недалеко від будівлі заводоуправління встановлено меморіальний «Перший намет». Дана споруда являє собою монумент із залізобетону у вигляді намету.
30 березня 1954 комісія будівельників прийняла в тимчасову експлуатацію житлові будинки типу К-7. До кінця року в експлуатацію здано 2148 м² житлової площі; було закладено перший квартал майбутнього міста.
Спочатку розташування житлових будинків було за квартальною схемою. Останнім часом місто представлено декількома кварталами та трьома мікрорайонами. У межах міста також розташовано багато садівничих товариств.
Перший дитячий садочок було відкрито 15 вересня 1955, а в грудні селище отримало постійне електроосвітлення від енергомережі.
25 січня 1956 селище будівельників ІркАЗу отримує найменування «робітниче селище Шелехов».

## Офіційна символіка

### Герб
На початку 90-х адміністрація міста проводила конкурс на найкращий герб, в якому переміг Віктор Шаргін. Герб прийнятий Постановою голови адміністрації «Про затвердження герба міста Шелехова» від 3 квітня 1992.
Символіка герба: символ місця — сибірська квітка жарок, символ імені — промислова шхуна «Галіот», символ землі Іркутської — Сильний бабр, блакитний колір — колір морських просторів і мрії про чисте небо над містом, помаранчевий колір — колір червоного золота, колір багатства та благородства людей, червоний колір — колір боротьби, свободи, тривоги, білий колір — колір чистоти помислів, сріблястий колір — колір честі та гідності.

## Економіка
- Підприємства кольорової металургії: ВАТ " Об'єднана Компанія «Російський алюміній» (Іркутський алюмінієвий завод, ЗАТ «Кремній», ТОВ «СУАЛ-ПМ»).
- Машинобудівні заводи: ВАТ «Іркутсккабель», ВАТ «Шелеховский РМЗ», ВАТ «Іркутскагроремонт».
- Будівництво: ВАТ «Східно-Сибірський завод ЗБК», ТОВ «Будівельник», ТОВ «ВСЕМ», ТОВ «Фотон», ТОВ «Електросервіс», ТОВ " ШелеховЕлектроТехМонтаж "

## Культура та спорт
У центрі міста розташовані кінотеатр «Юність», палац культури та спорту «Металург».

## Транспорт

### Швидкісний трамвай
У рамках розвитку Іркутської агломерації та програми «Великий Іркутськ» планується з'єднати Шелехов, Іркутськ та Ангарськ лініями швидкісного трамваю.

### Залізничний транспорт
Через Шелехов проходить Транссибірська магістраль, розташоване дві залізничні станції Шелехов, в селищі Індивідуальному та Гончарове, в мікрорайоні Привокзальному. Оскільки станція Шелехов не має будівлі вокзалу, основні пасажирські та перевезення здійснюються через Гончарове.

### Автомобільний транспорт
Шелехов розташований уздовж Култукського тракту (ділянка федеральної траси М55 «Байкал»). він з'єднує місто з обласним центром (на північному сході) та Байкалом (на півдні).
У п'яти кілометрах від міста завершено будівництво Іркутської об'їзної дороги, яка значно скорочує шлях з Шелехова до Мегета, Ангарська та Іркутського мікрорайону Новоленіно..
'Відстань (між кордонами) до деяких міст Іркутської області:
- Іркутськ — 7 км;
- Ангарськ — 52 км;
- Култук — 73 км;
- Слюдянка — 82 км.

### Повітряний транспорт
Авіаперевезення здійснюються через міжнародний аеропорт Іркутськ, який розташований за 26 км від центру міста Шелехов. Ведеться підготовка проекту нового аеропорту, з яким планується зв'язати Шелехов рейсовим автобусом.

## Події
- 22 грудня 1992 на заводі «Іркутсккабель» сталася велика пожежа, який розкинувся на територію більш 17 000 м². Кілька десятків одиниць техніки прибули з довколишніх міст області. Полум'я гасили більше доби, ще кілька днів заливали водою димлячі конструкції — там тліли токсичні продукти: (фарба, кабель). Внаслідок цього пожежники отримали різні захворювання, 102 особи стали інвалідами, а 12 померли[7].
- 2 лютого 2010 стався вибух в одній з будівель ВАТ «СУАЛ-ПМ». Внаслідок виниклого пожежі загинула одна людина, двоє постраждали, але від госпіталізації відмовилися. Над містом нависла екологічна загроза, а іркутські сейсмологи в той час зафіксували землетрус силою 3 бали за шкалою Ріхтера[8][9]. Як виявилося пізніше, адміністрація «СУАЛ-ПМ» не дотрималася норми протипожежної безпеки на заводі[10].

## Міжнародні та регіональні відносини

### Міста-побратими
- Номі, Японія (з 1976)[11].
- Рильськ, Росія.